# Murverk

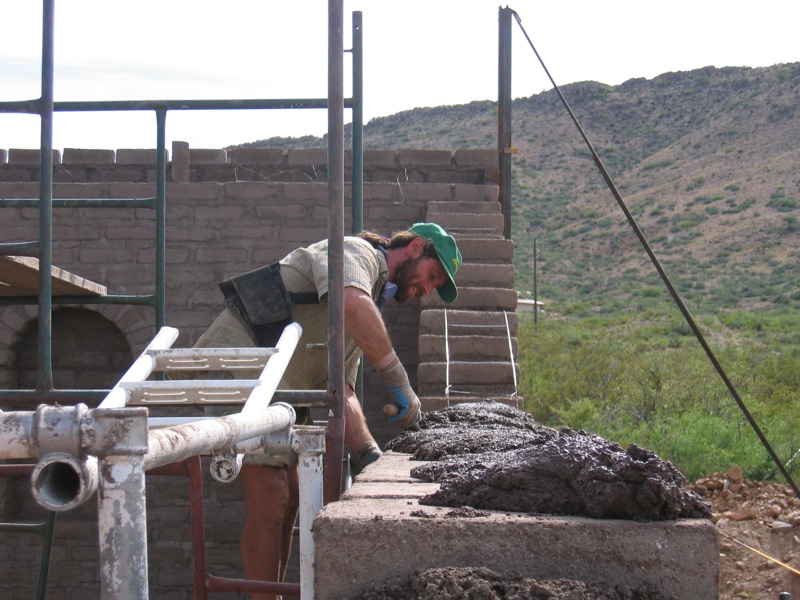
Murare i arbete

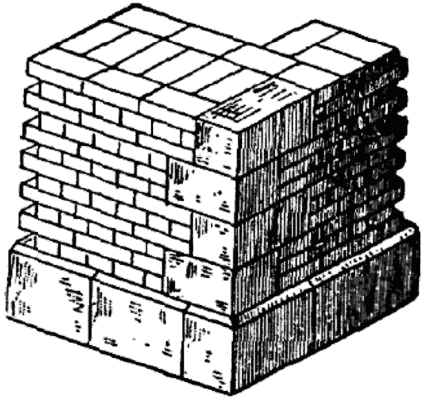
Murhörn

Ett murverk är en murad konstruktion av en byggnad, vägg, mur eller liknande, som sammanfogats av enbart sten (kallmur), eller sten i kombination med murbruk eller lera. Det är även benämningen på en murad skorsten.
Murverket kan vara naturlig sten (sprängd, kilad, bruten, huggen eller osprängd sten) eller konstgjord sten, till exempel tegelsten. Till mer isolerande murverk hör de av lättklinker (leca) eller lättbetong.